# Richard Hambach
Richard Hambach (* 2. Oktober 1917 in Berlin; † 5. September 2011 in Wildau) war ein deutscher Autor und Comiczeichner.

## Leben
Richard Hambach kam aus einer Familie mit bescheidenen Verhältnissen. Sein Vater war im Ersten Weltkrieg gefallen, so wuchs er als Halbwaise auf, was die Situation der Familie weiter verschlechterte. Durch sein Interesse am Zeichnen entschied er sich für eine Ausbildung zum Dekorateur. Diese Berufsausbildung beinhaltete auch Grundlagen der Malerei und Aktmalerei. Durch den Zweiten Weltkrieg bedingt, verlor er in der Nachkriegszeit seine Anstellung. Aufgrund einer Annonce des Privatinstituts des  Karikaturisten A. S. Skid bewarb er sich an dessen Schule für Pressezeichner in Halensee. Zu weiteren Schülern des Privatinstituts in dieser Zeit zählten auch die Karikaturisten Aribert Neßlinger, Erich Schmitt und Harri Parschau.

## Karriere
Während seiner Ausbildung zum Pressezeichner erhielt Hambach vom damaligen Werbeleiter des Verlages Neues Leben ein Angebot, einige „Bildleisten mit Versen“ über das Pionierleben zu fertigen. Nach der Gründung weiterer neuerer Kinder- und Jugendzeitschriften in der DDR bekam er weitere neue Betätigungsfelder. Richard Hambachs bekannteste Comicserie war Mäxchen Pfiffigs Abenteuer in der FRÖSI. Weiterhin zeichnete er viele Comics, Bildergeschichten und Illustrationen, so unter anderem für die Kinderzeitschriften Atze, Der Junge Pionier, Trommel und Bummi. Des Weiteren war er auch einige Zeit lang im Redaktionsbeirat der Kinderzeitschriften Bummi und Frösi. Er erfand die Figur Kundi als Maskottchen für das Deutsche Hygiene-Museum, die er auch in der Zeitschrift FÜR DICH zur Serienfigur machte, und entwickelte die Figuren Mäxchen Pfiffig und Tüte für die Frösi. Des Weiteren gestaltete er im Comicstil die ersten Ausgaben der Brandschutzfibel in der DDR und schuf die heute sehr seltenen und begehrten Bastelbögen, die damals als Beilage in den Kinderzeitschriften vertrieben wurden. Nach Angabe des Mosaik Steinchen für Steinchen Verlages im Sammelband 1 (1976/1) – Aufruhr in Ragusa fragte man bei Hambach und einigen anderen Zeichnern (z. B. Harry Schlegel) nach der Kündigung von Hannes Hegen beim Verlag Junge Welt, ob sie bei der Gestaltung und Entwicklung eines neuen Konzeptes für die Comiczeitschrift Mosaik mitwirken könnten. Hambach hatte aber kein Interesse daran. Beim DEFA-Studio für Trickfilme in Dresden war er an einigen Trickfilmproduktionen in den 1960er Jahren beteiligt, auch seine Geschichten und Figuren wurden für entsprechende Filme verwendet. Als Autor schrieb er eine Vielzahl von Beiträgen in verschiedenen Zeitschriften, mit teilweise populärwissenschaftlichem sowie unterhaltendem Inhalt. Einige seiner Werke, so die ersten 25 Folgen von Mäxchen Pfiffigs Abenteuern, wurden mittlerweile in der Reihe „Klassiker der DDR-Bildgeschichte“ vom Holzhof Verlag nachgedruckt. Nach 1990 arbeitete er für die Berliner Zeitung und die Sächsische Zeitung.
Hambach war ab 1951 Mitglied der SED und von 1952 bis 1990 Mitglied des Verbands Bildender Künstler der DDR. Er erhielt 1982 den Vaterländischen Verdienstorden in Bronze.